# Whakapapa Village
Whakapapa Village ist eine kleine Siedlung im Ruapehu District der Region Manawatū-Whanganui auf der Nordinsel von Neuseeland.

## Geographie
Die Siedlung befindet sich rund 10 km nordnordwestlich des Gipfels des Vulkans Mount Ruapehu und rund 9 km südwestlich des Gipfels des Vulkans Mount Ngauruhoe im Tongariro National Park. Der New Zealand State Highway 48 führt durch die Siedlung und verbindet sie einerseits mit dem Skigebiet des Mount Ruapehu und bergabwärts mit dem New Zealand State Highway 47, über den die Siedlung mit dem Rest der Region verbunden ist.

## Tourismus
Die Siedlung ist vom Tourismus geprägt. Im Winter ist sie Unterkunftsort für das bedeutendsten Skigebiete der neuseeländischen Nordinsel, das Whakapapa Skifield und im Sommer Ausgangspunkt für Wanderungen im Tongariro National Park.

## Sehenswürdigkeiten
Das Bild der Siedlung wird vom Hotel Chateau Tongariro geprägt. Der Grundstein des Hotels wurde am 16. Februar 1929 durch den damaligen Gesundheitsminister Arthur Stallworthy gelegt.